# 점화 순서

이 4기통 직렬 엔진의 경우 1-3-4-2가 유효한 발사 순서가 될 수 있다.

내연기관의 점화 순서는 실린더의 점화 순서이다.
스파크 점화(예: 가솔린/가솔린) 엔진에서 점화 순서는 스파크 플러그가 작동되는 순서와 일치한다. 디젤 엔진에서 점화 순서는 연료가 각 실린더에 분사되는 순서에 해당한다. 4행정 엔진은 또한 밸브가 모든 행정에서 열렸다 닫히지 않기 때문에 발사 순서에 따라 밸브 열림 시간을 맞춰야 한다.
발사 순서는 진동, 소리, 엔진 출력의 균일성에 영향을 미치며 크랭크축 설계에 큰 영향을 미친다.

## 일반적인 점화 순서
일반적인 점화 순서는 다음과 같다. V 엔진 및 플랫 엔진의 경우 번호 지정 시스템은 왼쪽 뱅크의 전면 실린더는 L1, 오른쪽 뱅크의 전면 실린더는 R1 등이다.
- 2기통 엔진에서 실린더는 동시에(예: 플랫 트윈 엔진) 또는 차례로(예: 짝수 연소 또는 홀수 연소 구성이 있는 직선 트윈 엔진에서) 점화될 수 있다. 4행정 엔진의 경우 가능함).
- 직선 3개 엔진에서는 1-2-3과 1-3-2의 가능한 점화 순서 사이에 실질적인 차이가 없다.
- 직선 4기통 엔진은 일반적으로 1-3-4-2의 점화 순서를 사용하지만 일부 영국 엔진은 1-2-4-3의 점화 순서를 사용한다.
- 플랫 4 엔진은 일반적으로 R1-R2-L1-L2의 점화 순서를 사용한다.
- 직선 5개 엔진은 일반적으로 로킹 커플의 1차 진동을 최소화하기 위해 1-2-4-5-3의 점화 순서를 사용한다.
- 직선 6기통 엔진은 일반적으로 1-5-3-6-2-4의 점화 순서를 사용하여 완벽한 1차 및 2차 균형을 이룬다. 그러나 중속 선박 엔진에서는 1-2-4-6-5-3의 점화 순서가 일반적이다.
- 실린더 뱅크 사이의 각도가 90도인 V6 엔진은 R1-L2-R2-L3-L1-R3 또는 R1-L3-R3-L2-R2-L1의 점화 순서를 사용했다. 60도 각도의 여러 V6 엔진은 R1-L1-R2-L2-R3-L3의 점화 순서를 사용했다.
- Flat-6 엔진은 R1-L2-R3-L1-R2-L3 또는 R1-L3-R2-L1-R3-L2의 점화 순서를 사용했다.
- V8 엔진은 동일한 제조업체의 엔진 간에 서로 다른 점화 순서를 사용하더라도 다양한 점화 순서를 사용한다.
- V10 엔진은 R1-L5-R5-L2-R2-L3-R3-L4-R4-L1 또는 R1-L1-R5-L5-R2-L2-R3-L3-R4-L4의 점화 순서를 사용했다.
- V12 엔진은 다양한 점화 순서를 사용한다.

## 같이 보기
- 4행정 기관
- 2행정 기관